# 政府首尔厅舍
政府首尔厅舍（韓語：정부서울청사），2013年前稱政府中央廳舍，是大韩民国政府的所在地，有許多重要中央行政機關常駐，位於首爾特別市鐘路區。

## 駐地部門

### 主要部會
- 统一部
- 外交部
- 女性家族部
- 行政安全部
  - 政府廳舍管理本部（朝鲜语：정부청사관리본부）

### 昌成洞行政中心
- 国务调整室

## 交通
●首都圈電鐵3號線：景福宮站
●首都圈電鐵5號線：光化門站